# Сторм-Лейк (Айова)
Сторм-Лейк (англ. Storm Lake) — город и административный центр округа Бьюна-Виста в Айове в Соединённых Штатах Америки.
Согласно переписи 2020 года в США, население города составило 11 269 человек, что заметно больше, чем число жителей указанное в переписи 2010 года (10 600).
В городе расположен Университет Бьюна-Виста. Это главный город микрополитенского статистического ареала Шторм-Лейк.

## География
Сторм-Лейк расположен в северо-западной части штата, вдоль северного берега одноименного ледникового озера.

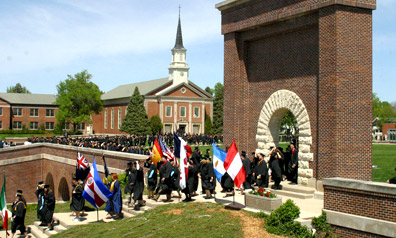
Университет Бьюна-Виста

Город напрямую граничит с Лейксайдом — небольшим сообществом, расположенным на восточном берегу озера.
Согласно Бюро переписи населения США, общая площадь города составляет 4,09 квадратных миль (10,59 км2), всё это суша.
Благодаря своему расположению Сторм-Лейк является популярным местом остановки в ходе предвыборной кампании во время президентских выборов США, его посещали Барак Обама, Билл Клинтон, Камала Харрис и Берни Сандерс.